# Bill Paxon

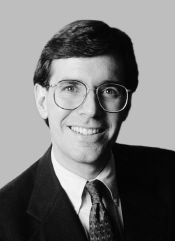
Bill Paxon

L. William „Bill“ Paxon (* 29. April 1954 in Buffalo, New York) ist ein US-amerikanischer Politiker. Zwischen 1989 und 1999 vertrat er den Bundesstaat New York im US-Repräsentantenhaus. Die Kongressabgeordnete Susan Molinari ist seine Ehefrau.

## Werdegang
Bill Paxon graduierte 1968 am St. Joseph’s Collegiate Institute in Buffalo. Er besuchte die Fordham University in New York City. 1977 machte er seinen Bachelor of Arts am Canisius College in Buffalo. Zwischen 1978 und 1982 saß er in der Erie County Legislature und zwischen 1982 und 1988 in der New York State Assembly. Politisch gehört er der Republikanischen Partei an.
Bei den Kongresswahlen des Jahres 1988 für den 101. Kongress wurde Paxon im 31. Wahlbezirk von New York in das US-Repräsentantenhaus in Washington, D.C. gewählt, wo er am 4. Januar 1989 die Nachfolge von Jack Kemp antrat. Er wurde einmal wiedergewählt. 1992 kandidierte er im 27. Wahlbezirk von New York für den 103. Kongress. Nach einer erfolgreichen Wahl trat er am 4. Januar 1993 die Nachfolge von James T. Walsh an. Er wurde zweimal in Folge wiedergewählt. Da er auf eine erneute Kandidatur 1998 verzichtete, schied er nach dem 3. Januar 1999 aus dem Kongress aus.